# Hackerskofen
Hackerskofen ist ein Gemeindeteil der Gemeinde Gottfrieding im niederbayerischen Landkreis Dingolfing-Landau. Das Kirchdorf liegt links oberhalb des Tals des Mamminger Bachs, einem rechten Seitental des unteren Isartals. Zur ehemaligen Gemeinde und heutigen Gemarkung gehört(e) neben dem Kirchdorf Hackerskofen auch der Weiler Holzhausen.

## Bevölkerung
Einschließlich der Bevölkerung mit Zweitwohnsitz hatte 2006 das Kirchdorf Hackerskofen eine Bevölkerung von 61, und der Weiler Holzhausen eine von 12 Personen.
Die Bevölkerungsentwicklung der Gemeinde, und ab 1950 des früheren Gemeindegebiets, nahm folgenden Verlauf (Zahlen ohne Zweitwohnsitze):
| Jahr                    | 1840 | 1852 | 1855 | 1861 | 1867 | 1871 | 1875 | 1880 | 1885 | 1890 | 1895 | 1900 | 1905 | 1910 | 1919 | 1925 | 1933 | 1939 | 1950 | 1961 | 1970 | 1987 | 2006 |
| Hackerskofen (Dorf)     | ...  | ...  | ...  | ...  | ...  | ...  | 147  | ...  | ...  | ...  | ...  | ...  | ...  | ...  | ...  | 149  | ...  | ...  | 140  | 112  | 101  | 92   | …    |
| Holzhausen (Weiler)     | ...  | ...  | ...  | ...  | ...  | ...  | 20   | ...  | ...  | ...  | ...  | ...  | ...  | ...  | ...  | 21   | ...  | ...  | 23   | 15   | 13   | 9    | …    |
| Hackerskofen (Gemeinde) | 179  | 176  | 162  | 187  | 176  | 167  | 167  | 165  | 156  | 155  | 159  | 157  | 153  | 179  | 174  | 170  | 151  | 139  | 163  | 127  | 114  | 101  | 73   |

## Geschichte
Die Besiedlung von Hackerskofen erfolgte im 6. Jahrhundert, als die Bajuwaren sich im Isartal niederließen. Im gleichen Jahrhundert wurden auch die Nachbarorte Holzhausen, Ottenkofen, Frichlkofen und Daibersdorf gegründet.
Im Mittelalter war Hackerskofen eine geschlossene Hofmark im Pfleggericht Dingolfing mit 27 Anwesen.
Der der späteren Gemeinde zugewiesene Weiler Holzhausen hatte eine andere Geschichte, er gehörte zur Hofmark Marklkofen-Thurn.
In Hackerskofen existierte ein Schloss eines Stephan von Pelkofen, das um 1357 im Krieg zwischen Ludwig dem Bayern und Friedrich dem Schönen von den Böhmen zerstört wurde. Im 15. und 16. Jahrhundert wurde das Herrenhaus der Hofmark wieder von den Pelkofern bewohnt. Danach residierten dort die Goder, die Staudinger, die Egger von Kapfing und die Hochholzer. Das Schloss wurde 1648 abermals von den Schweden zerstört. Der Burgstall war noch im 19. Jahrhundert sichtbar.
Von diesem Schloss zeugt heute nur noch die Schloßstraße, in der auch das frühere Dorfwirtshaus (zuletzt Gasthaus Brandmaier) steht. An der Stelle der heutigen Nebenkirche Sieben Schmerzen Mariens wurde 1733 eine Kapelle errichtet. Die heutige Kirche wurde um 1800 erbaut und 1856 modern gotisch verändert.
In Joseph von Hazzis statistischer Aufstellung über das Herzogthum Baiern von 1808 ist Hackerskofen als Hofmark innerhalb der Obmannschaft Pilberskofen und Grißbach (Griesbach) mit 24 Häusern und ebenso vielen Herdstellen aufgelistet. Holzhausen (zwei Häuser, zwei Herdstellen) gehörte damals zur Obmannschaft Günz und Früchlkofen (Frichlkofen).
Am 1. Januar 1946 wurde die vormals selbständige Gemeinde mit ihren zwei Ortsteilen auf Anordnung der örtlichen Dienststelle der US-Militärregierung in die Gemeinde Gottfrieding eingegliedert. Bis dahin war Hackerskofen nach der Bevölkerung die kleinste Gemeinde und nach der Fläche zweitkleinste Gemeinde des damaligen Landkreises Dingolfing (eine kleinere Fläche hatte nur noch der Markt Reisbach in seinen damaligen Grenzen). Hackerskofen war eine von damals 33 Gemeinden des ehemaligen Landkreises Dingolfing und wurde bereits Jahre vor der Gebietsreform in Bayern aufgelöst.

## Erscheinungsbild
Das Ortsbild wird geprägt vom Turm der katholischen Filialkirche St. Maria, die um 1800 errichtet wurde und im Jahr 1856 bei einem Umbau ihr heutiges neugotisches Erscheinungsbild erhielt. Zudem sieht das Bayerische Landesamt für Denkmalpflege 5 weitere Häuser in Hackerskofen für erhaltenswert, sowie einen Kapellen-Bildstock an der Straße von Anterskofen nach Hackerskofen.

## Bildergalerie

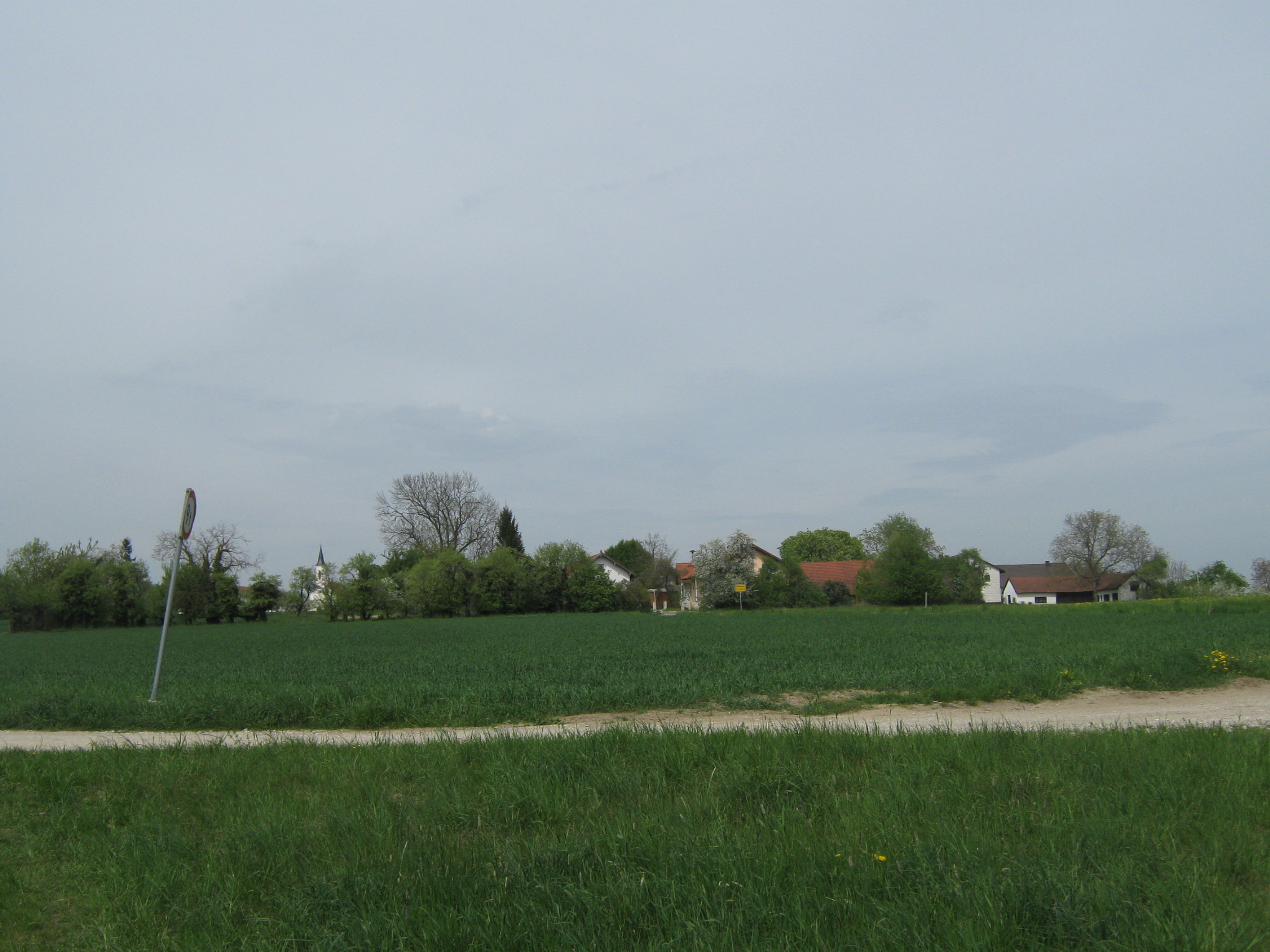
Hackerskofen von Süden
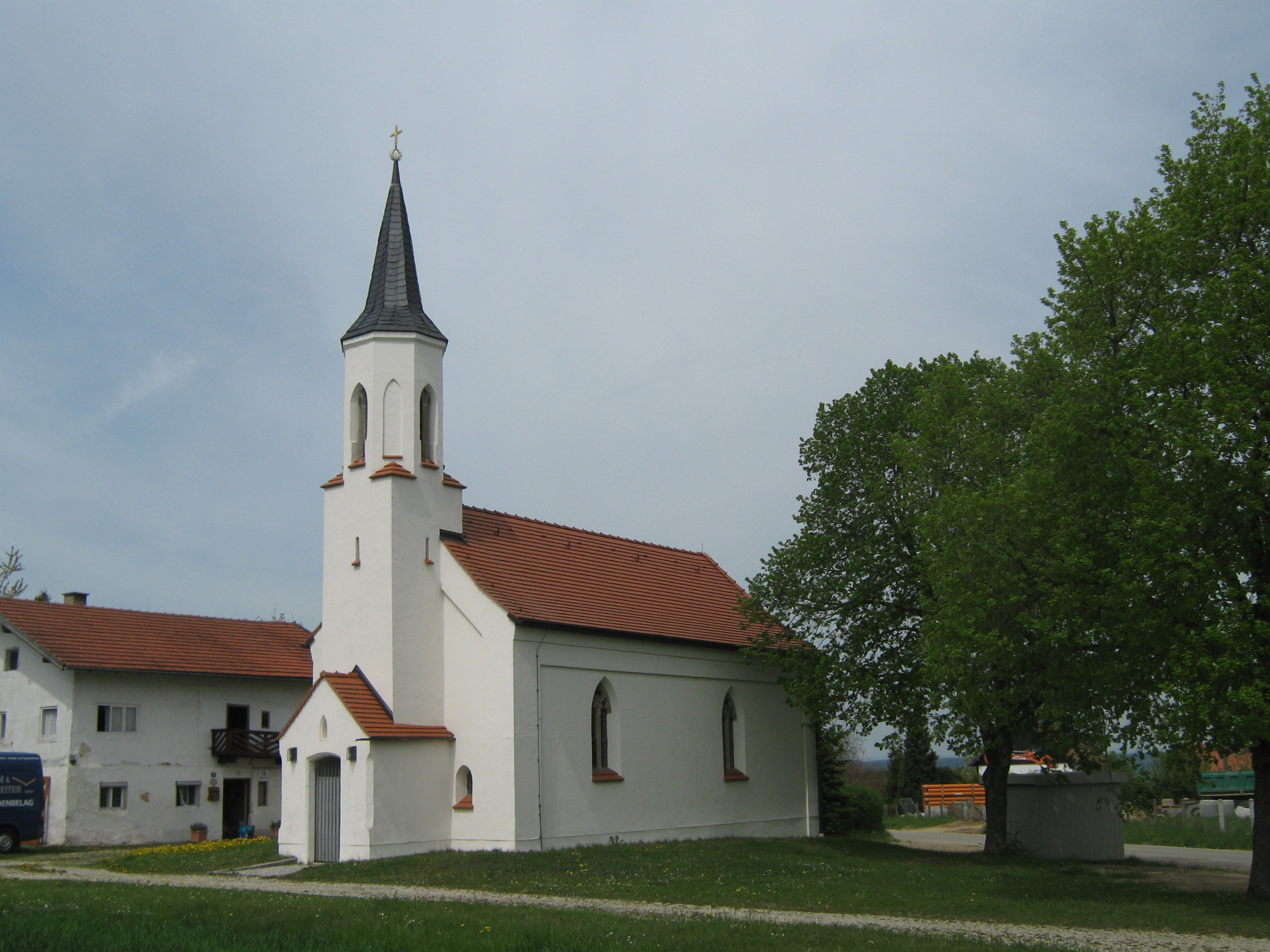
Kirche Sieben Schmerzen Mariens von Südosten
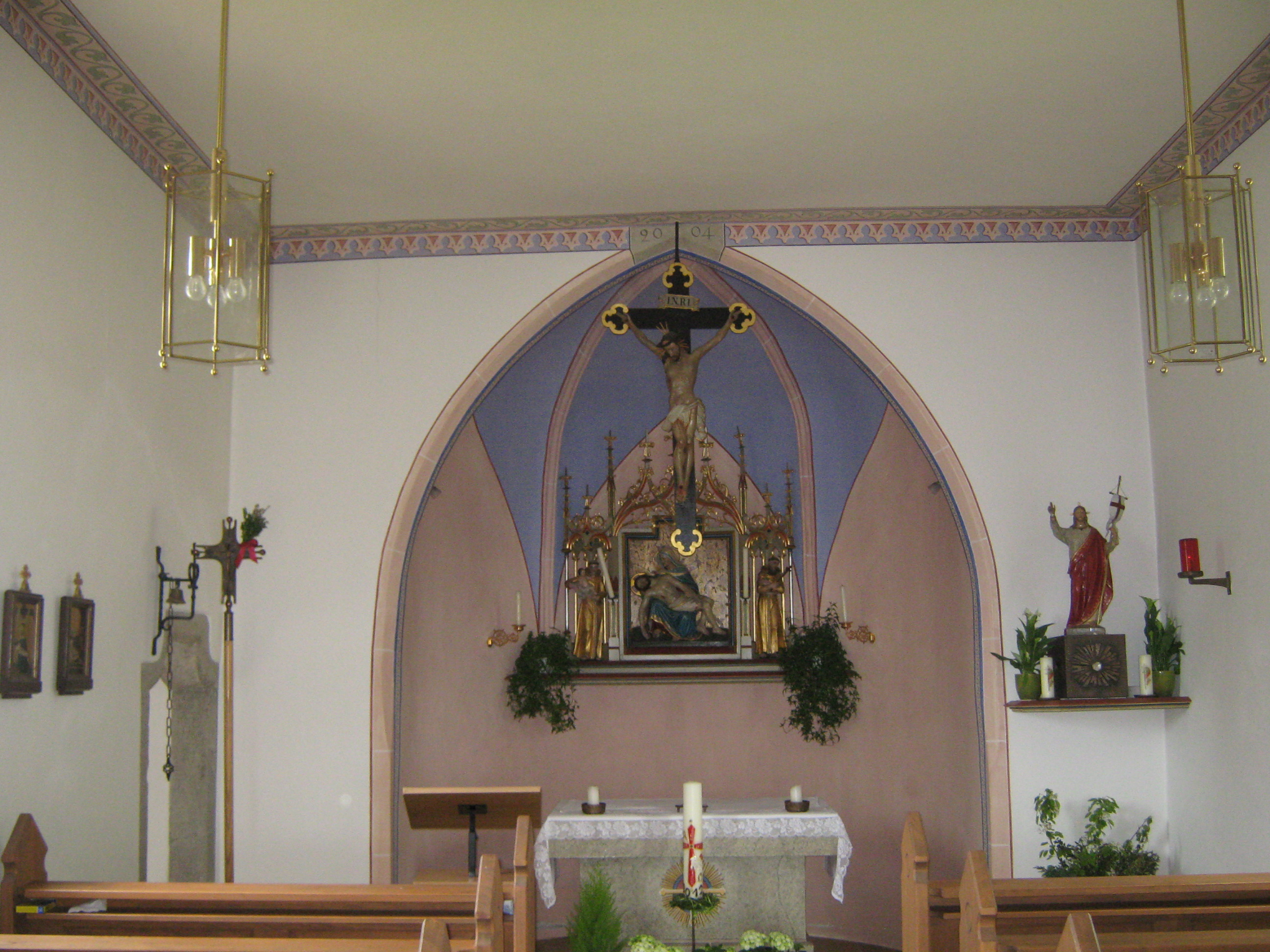
Kirche innen
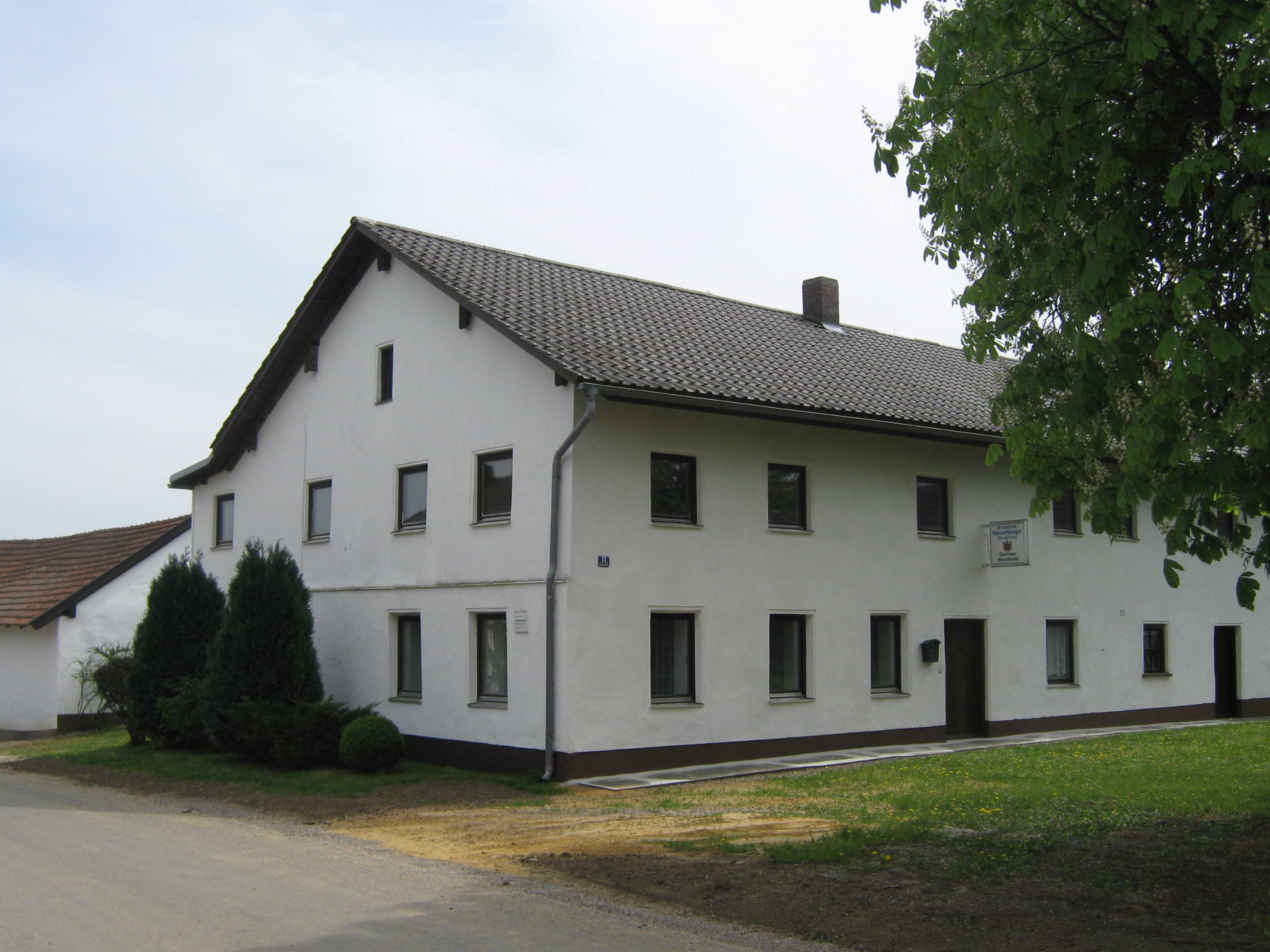
Ehemaliges Dorfwirtshaus Gasthaus Brandmaier
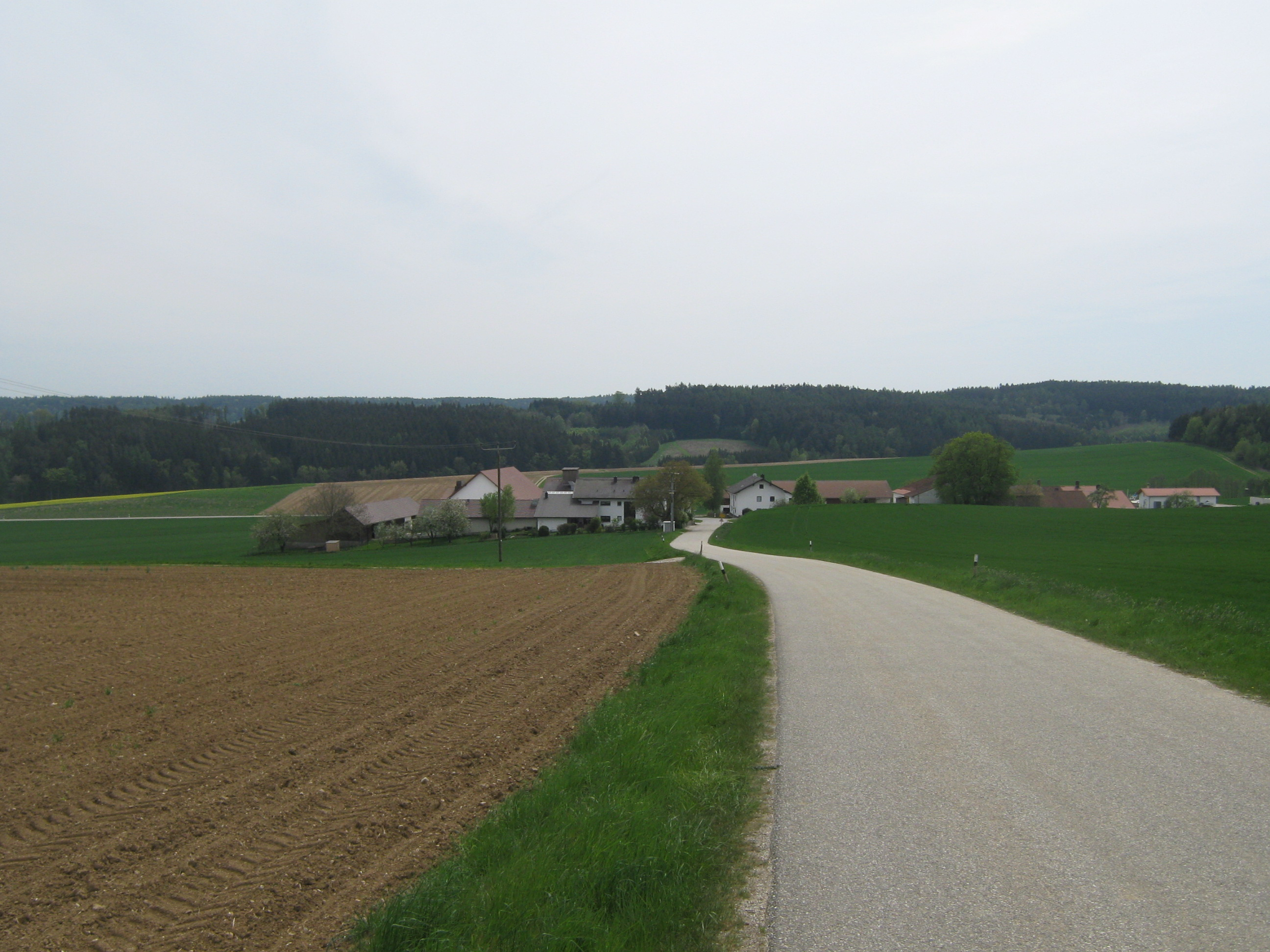
Weiler Holzhausen von Norden
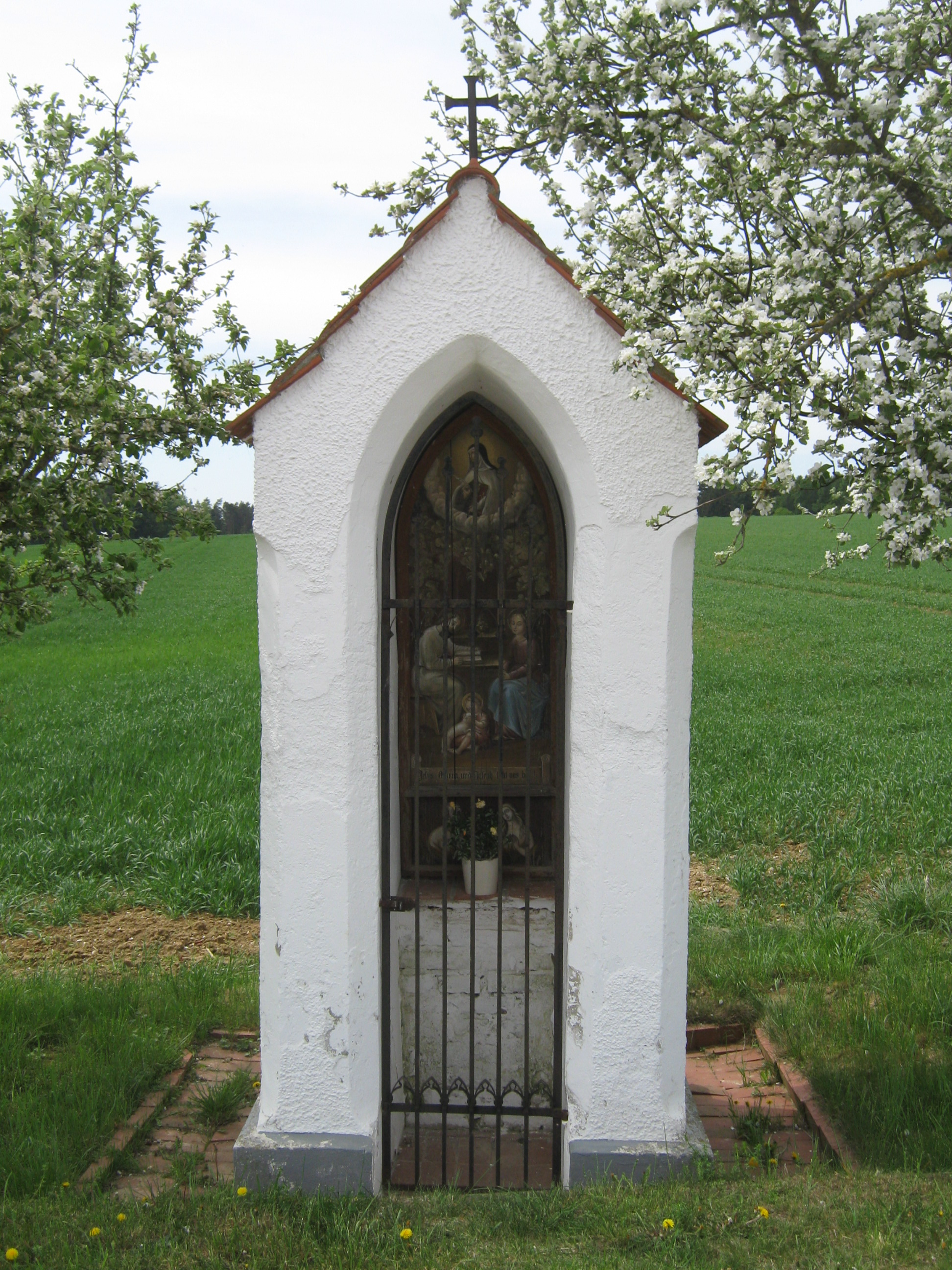
Kapellenbildstock an der Straße von Hackerskofen nach Holzhausen
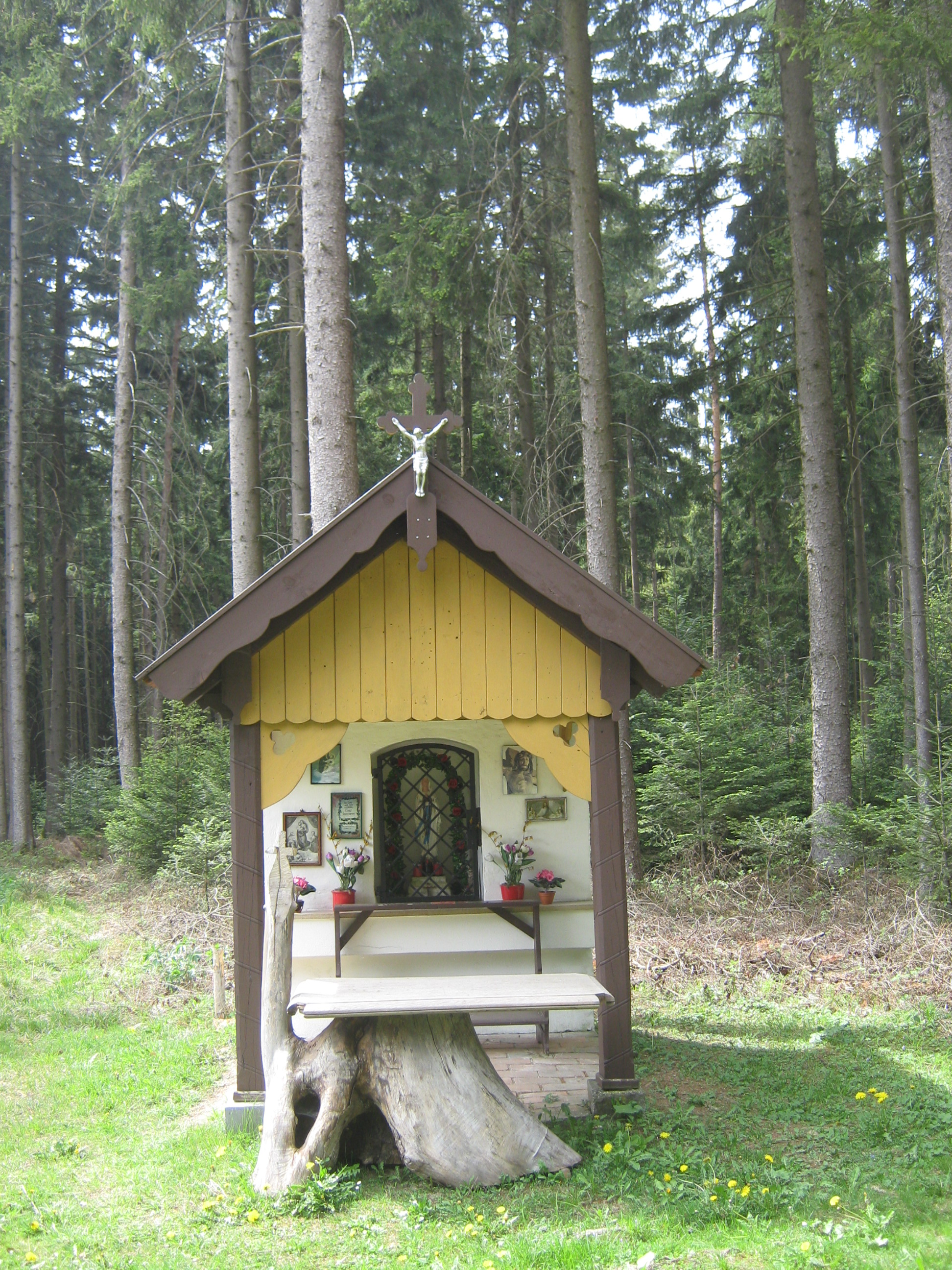
Holzerkapelle südwestlich von Holzhausen
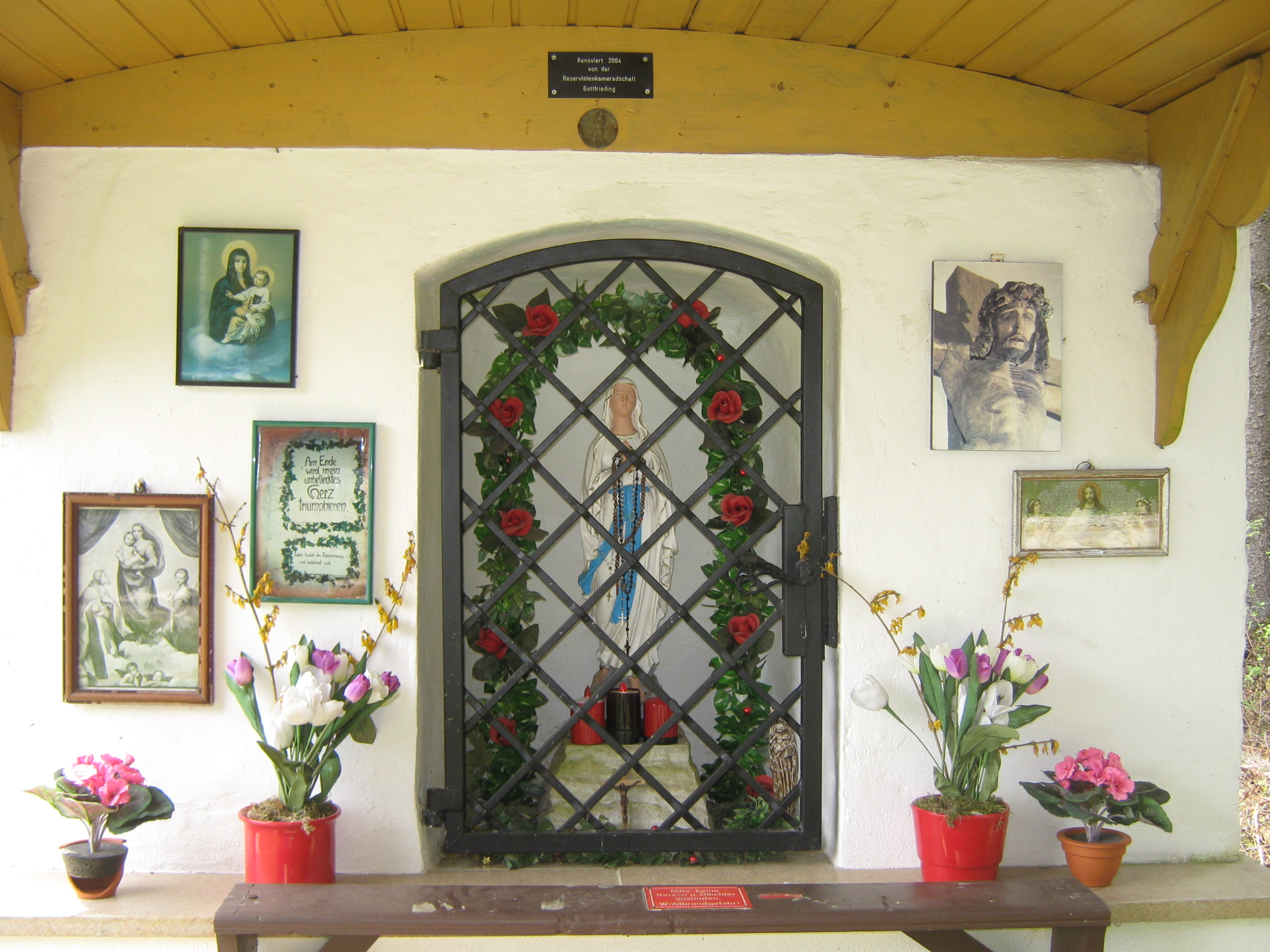
Holzerkapelle Nahaufnahme